# Sergei Alexejewitsch Tschaplygin

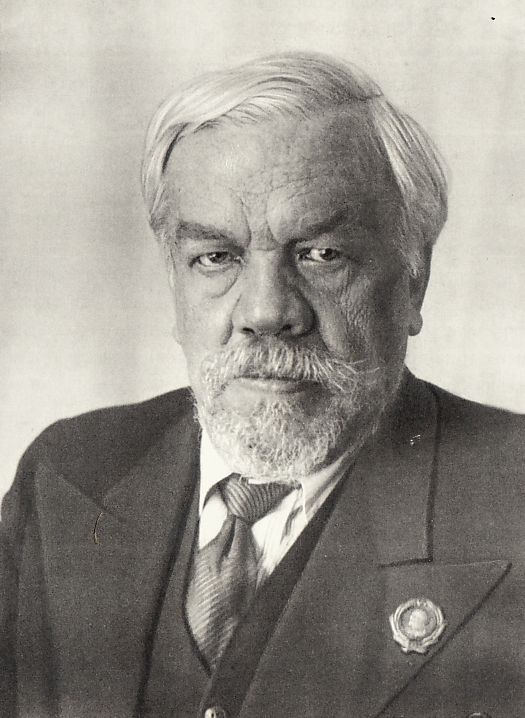
Sergei Alexejewitsch Tschaplygin

Sergei Alexejewitsch Tschaplygin (russisch Сергей Алексеевич Чаплыгин, wiss. Transliteration Sergej Alekseevič Čaplygin; * 24. Märzjul. / 5. April 1869greg. in Ranenburg; † 8. Oktober 1942 in Nowosibirsk) war ein sowjetischer Aerodynamiker.

## Leben
Tschaplygin war ein Schüler von Nikolai Jegorowitsch Schukowski und wurde schließlich Mitbegründer des Zentralen Aerohydrodynamischen Instituts (ZAGI). Tschaplygin leitete dort einen Lehrstuhl und wurde nach dem Tod Schukowskis wissenschaftlicher Leiter des ZAGI.
Tschaplygin konnte 1901 einen von Dmitri Nikanorowitsch Gorjatschew 1899 gefundenen integrierbaren Fall der Kreiseltheorie wesentlich vereinfachen. Der Kreisel wird seitdem Gorjatschew-Tschaplygin-Kreisel genannt.
Tschaplygins Arbeit von 1902 Über Gasströmungen war eine der wesentlichen Grundlagen für die Erforschung der Gasdynamik. Seine Experimente in Strömungen im hohen Unterschallbereich wurden in den 1930er Jahren durch die aufkommenden schnellen Flugzeuge bestätigt. Eine linearisierte Potentialgleichung einer stationären ebenen Gasströmung, die Tschaplygin-Gleichung, wurde nach ihm benannt.
1905–1918 war Tschaplygin Direktor der Moskauer Höheren Kurse für Frauen und nach der Oktoberrevolution Rektor der aus den Höheren Kursen für Frauen hervorgegangenen 2. Moskauer Staatlichen Universität (1918–1919).

## Ehrungen
- Seit 1929 war Tschaplygin Mitglied der Sowjetischen Akademie der Wissenschaften.
- Kurz vor seinem Tod wurde er 1941 mit dem Orden Held der sozialistischen Arbeit geehrt.
- Seit 1948 trägt seine Geburtsstadt Ranenburg den Namen Tschaplygin.
- 1970 wurde der Mondkrater Chaplygin nach ihm benannt.[3]
- Der am 22. Oktober 1985 entdeckte Asteroid (4032) Chaplygin trägt seit 1994 seinen Namen.[4]
- Die Russische Akademie der Wissenschaften verleiht seit 1995 für herausragende Leistungen auf dem Gebiet der theoretischen Mechanik die Tschaplygin-Goldmedaille.[5]